# Andamia
Andamia es un género de peces de la familia Blenniidae en el orden de los Perciformes.

## Especies
Existen las siguientes especies en este género:
- Andamia amphibius (Walbaum, 1792)
- Andamia cyclocheilus (Weber, 1909)
- Andamia expansa (Blyth, 1858)
- Andamia heteroptera (Bleeker, 1857)
- Andamia pacifica (Tomiyama, 1955)
- Andamia reyi (Sauvage, 1880)
- Andamia tetradactylus (Bleeker, 185)